# تپه قلعه دربند دهنو پایین
تپه قلعه دربند دهنو پایین مربوط به عصر مس - عصر برنز است و در شهرستان نهاوند، بخش مرکزی، دهستان گاماسیاب، ۴۰۰ متری ضلع جنوب شرقی روستای دهنو پایین واقع شده و این اثر در تاریخ ۲۵ آبان ۱۳۸۷ با شمارهٔ ثبت ۲۳۶۸۶ به‌عنوان یکی از آثار ملی ایران به ثبت رسیده است.